# Cieksyn

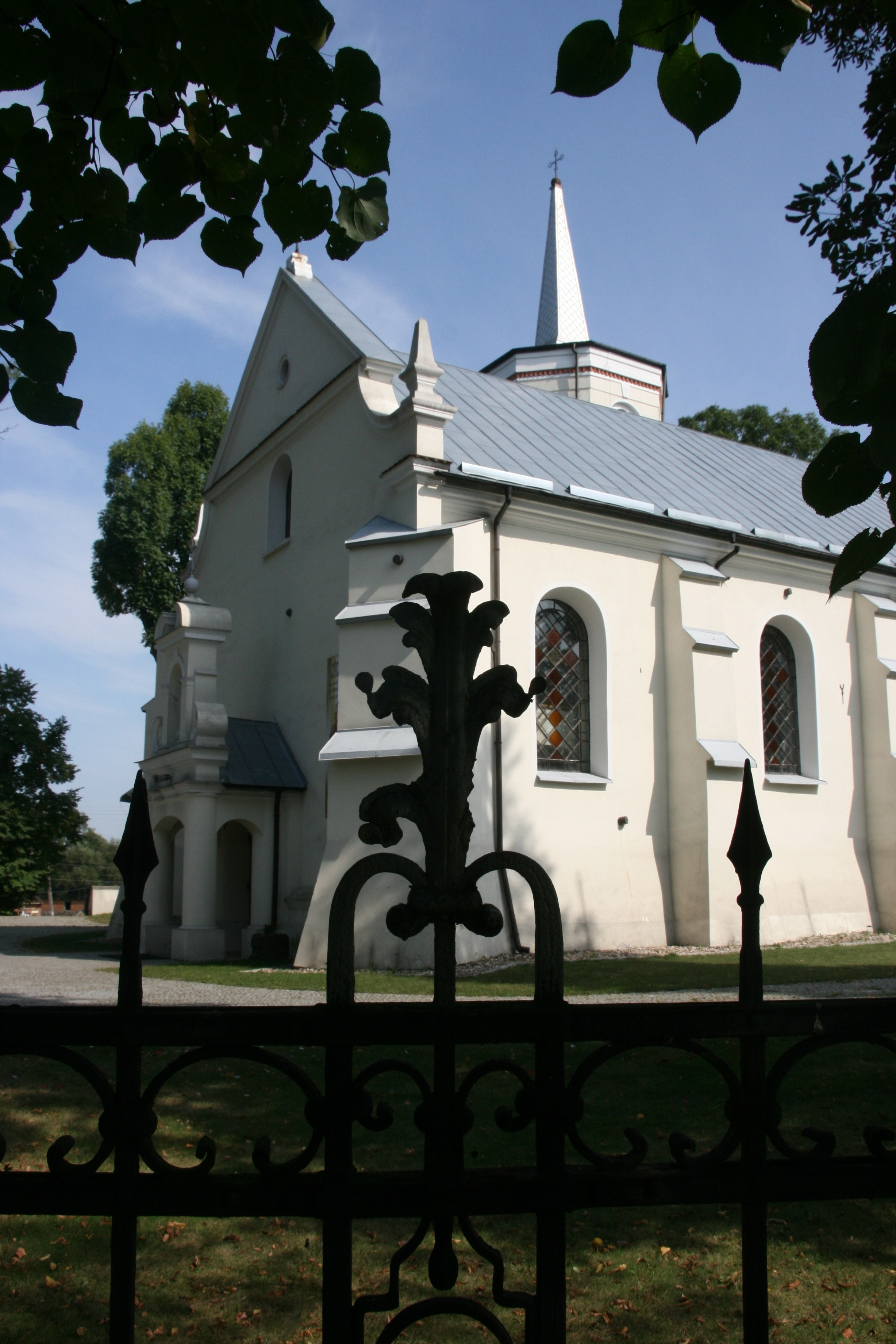
Ciesksyn

Cieksyn [ˈt͡ɕeksɨn] es un pueblo en el distrito administrativo de Gmina Nasielsk, dentro del Condado de Nowy Dwór Mazowiecki, Voivodato de Mazovia, en el este de Polonia central. Se encuentra aproximadamente a 9 kilómetros del suroeste de Nasielsk, a 15 kilómetros al norte de Nowy Dwór Mazowiecki, y a 45 kilómetros del noroeste de Varsovia.
El pueblo tiene una población aproximada de 2.000 habitantes.